# 姚幼明
姚幼明（1981年1月5日—）是中国职业足球运动员，司职前卫，曾长期效力于上海的甲级联赛球队。
姚幼明是中国足坛极少数从业余联赛打入甲级联赛的球员。2002年他起步于丙级联赛上海天娜，之后虽然俱乐部历经大量变故，但是他却一直留队，并随队升入甲级联赛，成为队中的元老级人物。2010年赛季结束后，浦东中邦向贵州智诚出售中甲资格和部分球员后转而进入乙级联赛，姚幼明此后未出现在球队名单。